# Carbonia
Carbonia est une ville italienne d'environ 28 600 habitants, chef-lieu de la nouvelle province du Sud-Sardaigne en Sardaigne.

## Géographie

### Site
Carbonia se situe dans la micro-région de Sulcis, au sud-ouest de la Sardaigne. Elle est distante de 65 km de Cagliari, et à quelques km de la mer Méditerranée et de l'Île de Sant'Antioco.

### Hameaux
Bacu Abis, Barbusi, Corongiu, Cortoghiana, Flumentepido, Serbariu, Sirri

### Communes limitrophes
Gonnesa, Iglesias, Narcao, Perdaxius, Portoscuso, San Giovanni Suergiu, Tratalias

## Histoire

### Avant la fondation
Se trouvant dans une zone connue pour ses mines depuis l'Antiquité (le Sulcis), on y découvrit seulement en 1936 un bassin minier de charbon, sur le site Sirai-Serbariu, d'une grande importance stratégique. L'afflux de la main-d'œuvre provoqua la création d'une nouvelle ville ouvrière près des mines et du port de Sant'Antioco par où devait transiter le charbon extrait.

### Depuis la fondation
La nouvelle ville, baptisée Carbonia (de carbone, charbon en italien), fut construite en peu de temps et inaugurée par Benito Mussolini le 18 décembre 1938. D'un point de vue architectural, elle est assez caractéristique des villes fascistes.
Après avoir eu jusqu'à 60 000 habitants après la Seconde Guerre mondiale, la ville n'en compte plus que la moitié, ce qui constitue le plus grand exode urbain en Italie.
Depuis 2016, Carbonia est chef-lieu de la province de Sardaigne du Sud.

## Administration
| Période                                  | Période  | Identité           | Étiquette | Qualité |
| ---------------------------------------- | -------- | ------------------ | --------- | ------- |
| 1945                                     | 1945     | Tullio Mascia      | PCI       |         |
| 1946                                     | 1948     | Renato Mistroni    | PCI       |         |
| 1948                                     | 1948     | Tullio Mascia      | PCI       |         |
| 1948                                     | 1949     | Roberto Orani      | PCI       |         |
| 1953                                     | 1954     | Pietro Cocco       | PCI       |         |
| 1954                                     | 1956     | Umberto Giganti    | PCI       |         |
| 1956                                     | 1959     | Pietro Cocco       | PCI       |         |
| 1959                                     | 1963     | Pietro Doneddu     | PCI       |         |
| 1963                                     | 1964     | Antonio Saba       | PCI       |         |
| 1965                                     | 1967     | Antonio Lai        | PSI       |         |
| 1969                                     | 1983     | Pietro Cocco       | PCI       |         |
| 1983                                     | 1990     | Ugo Piano          | PCI       |         |
| 1991                                     | 2001     | Antonangelo Casula | PDS       |         |
| 2001                                     | 2006     | Salvatore Cherchi  | DS        |         |
| 2006                                     | 2010     | Salvatore Cherchi  | PD        |         |
| 2010                                     | 2011     | Maria Marongiu     | PD        |         |
| 2011                                     | 2016     | Giuseppe Casti     | DS        |         |
| 2016                                     | 2021     | Paola Massidda     | M5S       |         |
| 2021                                     | En cours | Pietro Morittu     | PD        |         |
| Les données manquantes sont à compléter. |          |                    |           |         |

### Évolution démographique
Habitants recensés

## Personnalités
- Alessandro De Roma (1970-), écrivain italien, est né à Carbonia.